# 镜岭镇
镜岭镇，中国浙江省绍兴市新昌县下辖的一个镇。

## 辖区
该镇辖有：	镜岭居委会、溪西村、镜岭村、黄婆滩村、黄岙村、雅庄村、楼基村、砩头村、西坑村、暖谷山村、横坞村、洞坑村、肇圃村、大古年村、冷水村、岩泉村、龙潭背村、练使村、梁家村、西山头村、兴云村、后染村、下潘村、殿前村、渡头村、下竹村、上竹村、金高椅村、小泉溪村、白岩下村、大畈村、建国村、安山村、外婆坑村、坪桥村、塘北村、